# Feuerbachstraße (Magdeburg)

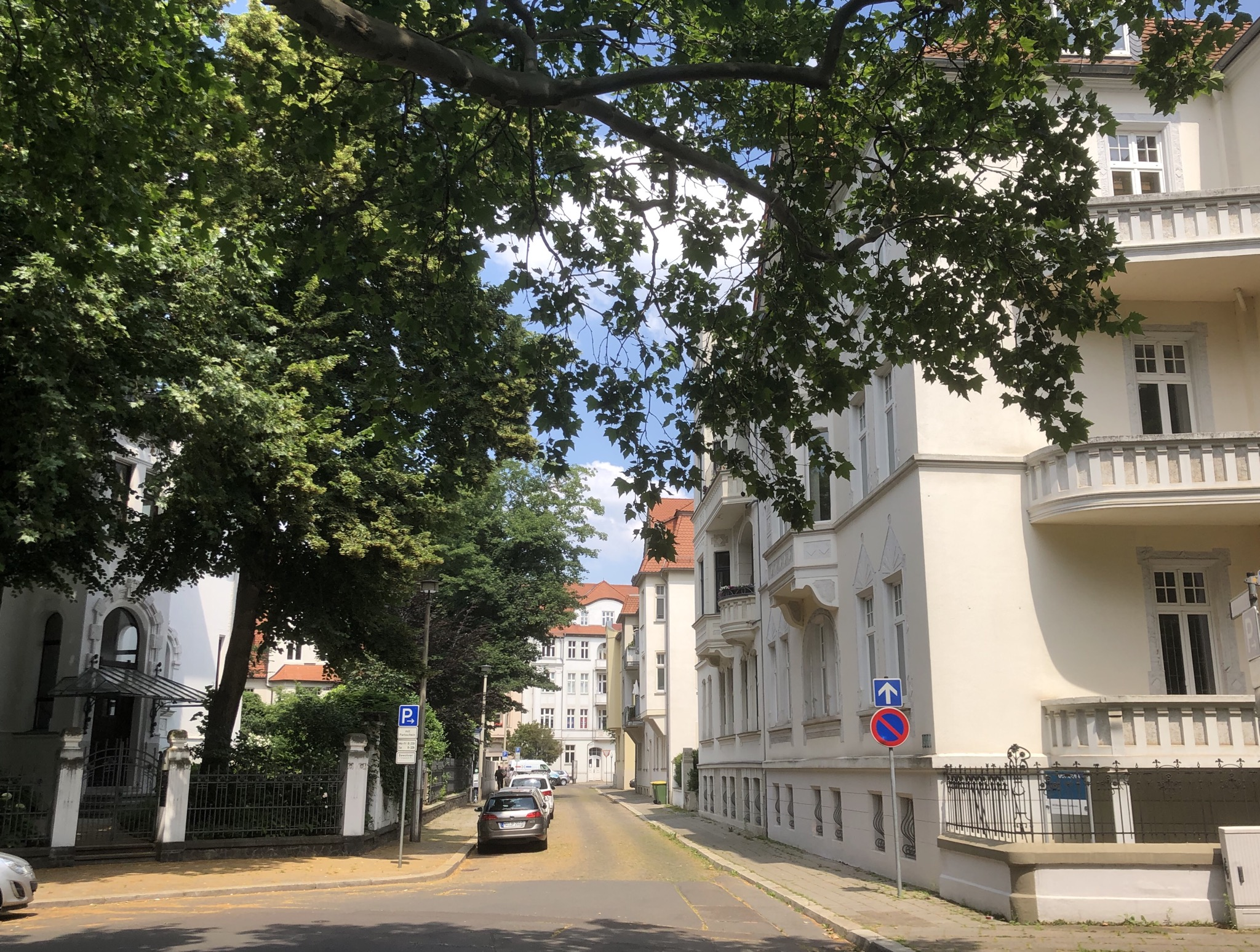
Feuerbachstraße in Magdeburg, Blick von Süden, 2020

Die Feuerbachstraße ist ein denkmalgeschützter Straßenzug in Magdeburg in Sachsen-Anhalt.

## Lage
Der etwa 350 Meter lange Straßenzug befindet sich in der Magdeburger Altstadt und verbindet die südlich gelegene Sternstraße mit der Seumestraße im Norden. Sie gehört zugleich zum Denkmalbereich Sterngelände.

## Architektur und Geschichte
Die Straße entstand auf dem Gelände des zur Festung Magdeburg gehörenden Fort Berge, nach dem die Stadt Magdeburg im Jahr 1903 diesen Bereich der Festung erworben und dann abgerissen hatte. Es entstanden dann auf der Ostseite der Straße großstädtische Wohnhäuser und Villen mit Gartengrundstücken auf der Westseite. Die Gestaltung der Gebäude erfolgte in Formen des Jugendstils, des Neoklassizismus und der Reformarchitektur.
Die Straße hieß zunächst Keithstraße und war nach dem preußischen General James Keith benannt. Nach dem Zweiten Weltkrieg wurde sie umbenannt und heißt nun nach dem Philosophen Ludwig Feuerbach.
Im örtlichen Denkmalverzeichnis ist der Straßenzug unter der Erfassungsnummer 094 18286 als Denkmalbereich verzeichnet.